# Longa von Kotzau
Longa von Kotzau († 1428) war Äbtissin des Klosters Himmelkron von 1411 bis 1428.
Nach dem Genealogen Alban von Dobeneck stammte Longa aus einem Zweig der Familie von Kotzau, der in Rehau und Leimitz begütert war und von ihrem Vater Goßwein begründet wurde. Als Äbtissin brachte sie Güter in Wurlitz, Draisendorf und Osseck in den Klosterbesitz ein. Sie war eine der wenigen Äbtissinnen Himmelkrons, deren Epitaph nicht erhalten geblieben ist. Zwei der älteren Grabplatten in der Himmelkroner Klosterkirche, denen als Hauptmotiv das Familienwappen derer von Kotzau, ein silberner Widder mit rückwärtsgekehrtem Kopf auf rotem Grund, zugeschrieben wurde, belegen vermutlich frühere Verbindungen zwischen dem Kloster und der Familie und werden als deutlich älter datiert.
Eine weitere Äbtissin des Geschlechtes war Katharina von Kotzau im nahegelegenen Klarissenkloster Hof.